# Sumner Heights and Hazelwood Valley Railroad
| Sumner Heights and Hazelwood Valley Railroad   | Sumner Heights and Hazelwood Valley Railroad |
| ---------------------------------------------- | -------------------------------------------- |
| Vergnügungsfahrt Bahnhof mit Weiche und Signal |                                              |
| Beschreibung des Streckenverlaufs              |                                              |
| Streckenlänge:                                 | 0,4 km                                       |
| Spurweite:                                     | 254 mm                                       |
| Maximale Neigung:                              | 116 ‰                                        |
| Minimaler Radius:                              | 4,3 m                                        |
| Streckengeschwindigkeit:                       | 40 km/h                                      |
|                                                |                                              |

Die Sumner Heights and Hazelwood Valley Railroad war eine 1875 bei Boston in Betrieb genommene experimentelle Schmalspurbahn mit der ungewöhnlich schmalen Spurweite von nur 10 Zoll (254 mm).

## Lage und Streckenbau
Die Sumner Heights and Hazelwood Valley Railroad führte in der Stadt Hyde Park, 11,7 km von Boston entfernt, zur Bahnstrecke der Boston and Providence Railroad. Sie wurde von George E. Mansfield im Rahmen eines Experiments verlegt und im August 1875 fertiggestellt. Es war damals angeblich die Feldbahn mit der schmalsten Spurweite der Welt.
Die Strecke begann auf dem Gipfel eines kleinen Hügels am Bahnhof von Hazelwood an der Providence Railroad. Nachdem sie sich in scharfen Kurven um den Hügel gewunden hat, führte sie durch den Hinterhof von Mr. Mansfield den Berg hinunter und in einer scheinbar sehr gefährlichen Kurve schräg über eine Straße, knapp an einer anderen Straßenecke vorbei über eine kleine Brücke und dann über eine andere Straße zur Eisenbahn, der sie auf einer kurzen Strecke folgte.
Sie war knapp 0,4 km lang, hatte eine 18,3 m lange Brücke, zwei Bahnübergänge, eine S-Kurve, eine Weiche, ein Abstellgleis und eine Abzweigung. Die längste Gerade war 15,25 m lang. Die maximale Neigung betrug 116 ‰, die durchschnittliche Neigung 53 ‰. Die engsten Bögen hatten einen Radius von 14, 25 und 43 Fuß (4,3, 7,6 und 13,1 m). Der Bogen auf der Brücke hatte einen Radius von 126 Fuß (38,4) mit einer Steigung von 60 ‰.
Die Schwellen bestanden aus schmalen, 25 mm dicken Brettern von etwa 380 mm Länge, auf die mit einer Spurweite von 250 mm (10 Zoll) mit kleinen Nägeln Holzschienen aus 25 × 25 mm Weichholzlatten genagelt waren. Auf die Schienen wurden schmale Streifen aus dünnem Bandeisen genagelt.

## Wagen und deren Betrieb
Das Gewicht der Wagen betrug 100 und 150 Pfund (45 und 68 kg). Sie konnten mehr als das Sechsfache ihres Eigengewichts transportieren, und das mit einer Geschwindigkeit von 40 km/h (25 mph). Einer der Wagen, die auf dieser Strecke eingesetzt wurden, war ein Drehgestellwagen, der etwa 61 cm breit und 1,5 m lang war.
Die Räder der Wagen hatten einen Durchmesser von 130 mm (5 Zoll). Damit die Räder der Wagen mit ihren kleinen Spurkränzen in den engen Kurven nicht entgleisten, waren sie in einer besonderen, von dem Konstrukteur Mansfield erfundenen Art und Weise mit dem Wagen verbunden. Die kleinen Räder folgten den Gleisbögen bei jedem Wind und Wetter so sicher, als hätten sie einen viel größeren Durchmesser und entsprechend größere Spurkränze gehabt.
Vier erwachsene Männer konnten in dem Wagen fahren, der durch die Schwerkraft bergab rollte, aber vollständig abgebremst werden konnte. Diejenigen, die damit fuhren, waren überrascht, dass es keine Schwingungen gab. Die schnellste Bergabfahrt benötigte nur 45 Sekunden einschließlich Beschleunigen und Abbremsen. Auf den ersten Blick scheint es, als sei die Bahn ein bloßes Kinderspielzeug gewesen, und zwar ein gefährliches, aber eine genauere Begutachtung ihrer Fähigkeiten führte zu einer positiven Beurteilung.